# Pistacja terpentynowa
Pistacja terpentynowa (Pistacia terebinthus L.), nazywana także terebintem, terebintowym lub terpenowym drzewem – gatunek drzewa z rejonu Morza Śródziemnego.

## Morfologia
Krzew lub nieduże drzewo o wysokości do 8 m. Liście są pierzasto złożone z 5-13 całobrzegich, lancetowatych listków i wydzielają charakterystyczny aromat. Roślina dwupienna. Kwiaty niepozorne, drobne, z 4-5-płatkowym okwiatem. Kwiaty męskie mają 3-5 pręcików, kwiaty żeńskie 1 słupek z 3 znamionami. Są czerwono-purpurowe i pojawiają się od marca do kwietnia. Owocem jest kulisty, drobny, brązowy pestkowiec.

## Zastosowanie
- Drewno terebintu jest ciężkie i twarde (używa się go do produkcji eleganckich mebli).
- Jest źródłem galasów zawierających garbniki używane do wyprawiania delikatnych skór, a także do barwienia jedwabiu.
- Poprzez nacięcie kory terebintu uzyskuje się żywicę służącą do wyrobu terpentyny (zwanej chios, scio lub terpentyną cypryjską).
- W Grecji i Turcji nasion terebintu używa się jako cennej przyprawy.
- Owoce są jadalne, wykorzystuje się je w cukiernictwie.